# Villanueva de Duero (kommunhuvudort)
Villanueva de Duero är en kommunhuvudort i Spanien.   Den ligger i provinsen Provincia de Valladolid och regionen Kastilien och Leon, i den centrala delen av landet, 160 km nordväst om huvudstaden Madrid. Villanueva de Duero ligger 693 meter över havet och antalet invånare är 1 103.
Terrängen runt Villanueva de Duero är huvudsakligen platt, men norrut är den kuperad. Runt Villanueva de Duero är det ganska tätbefolkat, med 54 invånare per kvadratkilometer. Närmaste större samhälle är Valladolid, 19,2 km nordost om Villanueva de Duero. Trakten runt Villanueva de Duero består till största delen av jordbruksmark.